# Tropisternus sahlbergi
Tropisternus sahlbergi är en skalbaggsart som först beskrevs av Sharp 1883.  Tropisternus sahlbergi ingår i släktet Tropisternus och familjen palpbaggar. Inga underarter finns listade i Catalogue of Life.